# Madame de Pompadour (Boucher)
Ne pas confondre avec le tableau d'Amedeo Modigliani, Madame Pompadour
Madame de Pompadour est un portrait représentant Madame de Pompadour, commandé par Louis XV à François Boucher (1703-1770) en 1756. La toile est conservée au sein de l'Alte Pinakothek de Munich. Il s'agit d'un prêt permanent du groupe HVB au musée depuis 1971.

## Description
Le motif principal est Madame de Pompadour (1721-1764), maîtresse de Louis XV, alors âgée de 37 ans, au château de Versailles. Elle porte une robe riche et ample et est confortablement assise sur un canapé. Autour d'elle, des objets personnels : des livres, des partitions, des dessins et le sceau national sur la table d'appoint, ce dernier en signe d'influence politique. La bougie éteinte, l'horloge (à l'arrière-plan) et les roses sur le sol indiquent cependant le caractère éphémère de sa situation. La partie inférieure gauche montre son chien « Mimi ». Les roses sur le sol et sur la table correspondent à la garniture de sa robe. 
La toile représente un instantané de sa vie quotidienne. Elle présente son environnement spatial, son luxueux mode de vie et la montre également sous les traits d'une femme instruite et réfléchie.   
Mme  de Pompadour a été peinte par ses contemporains plus de vingt fois ; Boucher l'a peinte lui-même à plusieurs reprises.